# Euxoa leucopolia
Euxoa leucopolia är en fjärilsart som beskrevs av Karl Schawerda 1925. Euxoa leucopolia ingår i släktet Euxoa och familjen nattflyn. Inga underarter finns listade i Catalogue of Life.